# Valdajskij municipal'nij rajon
Il Valdajskij municipal'nij rajon (in russo Валдайский муниципальный район?) è un distretto municipale dell'Oblast' di Novgorod, nella Russia europea; il capoluogo è Valdaj.

## Villaggi
- Korocko